# Shimshon Brokman
Shimshon Brokman (en hebreo: שמשון ברוקמן‎; 16 de septiembre de 1957) es un deportista israelí que compitió en vela en la clase 470. Ganó una medalla en el Campeonato Mundial de 470 de 1983 y cuatro medallas en el Campeonato Europeo de 470 entre los años 1977 y 1982.

## Palmarés internacional
| Campeonato Mundial | Campeonato Mundial     | Campeonato Mundial | Campeonato Mundial |
| Año                | Lugar                  | Medalla            | Clase              |
| ------------------ | ---------------------- | ------------------ | ------------------ |
| 1983               | Weymouth (Reino Unido) | Medalla de bronce  | 470                |
| Campeonato Europeo |                        |                    |                    |
| Año                | Lugar                  | Medalla            | Clase              |
| 1977               | Rust (Austria)         | Medalla de bronce  | 470                |
| 1978               | Cascaes (Portugal)     | Medalla de plata   | 470                |
| 1979               | Denia (España)         | Medalla de oro     | 470                |
| 1982               | Balatonfüred (Hungría) | Medalla de plata   | 470                |